# Puigmercadal
El Puigmercadal és un turó manresà contigu al Puigcardener i on a mitjan segle xiv s'hi edificà l'església del Carme, enderrocada durant la guerra civil.
Cap als segles x i xi, existia una torre medieval, anomenada Torre de l'Àliga, que era la més alta de la ciutat, i que probablement estaria situada entre les actuals places d'Europa i del Milcentenari.
En aquells segles la ciutat depenia directament dels comtes de Barcelona i després que algunes famílies nobles vinguessin i hi construïssin casals, la fesomia de la ciutat emmarcada al Puigcardener s'anà ampliant pel Puigmercadal tot ampliant les muralles que ara l'incloïen. S'hi edificà un complex romànic format per l'església de la Santa Creu i un castell que allotjava una guarnició de soldats, Manresa tenia una gran importància militar com a seu d'un "comtat sense comte".